# Anastasia Kuzmina
Pour les articles homonymes, voir Kouzmina et Chipoulina.
Anastasiya Vladimirovna Kuzmina (en russe : Анастасия Владимировна Кузьмина), née Shipoulina le 28 août 1984 à Tioumen en Union soviétique, est une biathlète slovaque d'origine russe. Elle est triple championne olympique : sprint à Vancouver en 2010 et à Sotchi en 2014 et mass start à Pyeongchang en 2018. Elle remporte toutes les médailles d'or de la Slovaquie aux Jeux d'hiver, et son total de six podiums est le meilleur pour un athlète slovaque Jeux d'été et d'hiver confondus. Lors de la  saison 2017-2018 , elle enlève ses deux premiers petits globes de cristal, celui du sprint et celui de la poursuite, et elle termine 2e du classement général 2017-2018 de la Coupe du monde à seulement trois points de Kaisa Mäkäräinen. Elle remporte son premier titre mondial à 34 ans, le 8 mars 2019 à l'arrivée du sprint des championnats du monde d'Östersund. Elle prend sa retraite sportive au terme de la saison 2018-2019 en réalisant un doublé sprint-poursuite lors de la dernière étape de la Coupe du monde à Holmenkollen et en s'attribuant le petit globe de cristal du sprint. 

## Biographie

### Débuts et changement de nationalité
Anastasia Kuzmina prend part à ses premiers championnats du monde jeunesse en 2002, où elle est médaillée d'argent au relais. Un an plus tard, elle remporte le titre au relais et deux médailles d'argent sur la poursuite et l'individuel. Aux Championnats du monde junior, elle connaît aussi la joie des podiums : argent du relais en 2004 et or du relais et bronze du sprint en 2005. Elle est aussi championne d'Europe junior de la poursuite cette année.
En 2006, après une victoire en Coupe d'Europe à Obertilliach, elle fait ses débuts en Coupe du monde sous les couleurs russes, marquant ses premiers points à Östersund au mois de décembre (13e de l'individuel) avant sa première grossesse, puis décide de représenter la Slovaquie à partir de 2008. Ce choix est notamment motivé par l'idée d'avoir son enfant, né de l'union avec le fondeur israélien Daniel Kuzmin, présent avec elle à l'entraînement, ce qui n'aurait pas été possible en Russie,. Elle est la sœur du biathlète russe Anton Shipulin.

### Deux fois championne olympique du sprint (2010 et 2014)
Son premier podium au niveau mondial date de 2009, où elle remporte l'argent en mass-start (départ en masse) aux Championnats du monde de Pyeongchang. Juste après, elle remporte deux titres aux Championnats d'Europe à Oufa sur le sprint et la poursuite.
En fin d'année 2009, elle monte sur son deuxième podium dans la Coupe du monde à l'individuel de Pokljuka, son seul podium de l'hiver avant de remporter la médaille d'or du sprint aux Jeux olympiques de 2010, aussi sa première victoire au niveau mondial. Cette victoire permet à son pays de remporter son premier titre olympique aux Jeux d'hiver. En 2010-2011, elle ajoute deux succès à son palmarès, dont une à la prestigieuse étape d'Holmenkollen, l'aidant à rentrer pour la première fois dans le top dix du classement général de la Coupe du monde. Elle attend deux ans avant de retrouver la plus haute marche du podium à l'occasion du sprint d'Antholz.
Elle récidive sa victoire des Jeux olympiques de Vancouver 2010 sur le sprint Jeux de Sotchi 2014, devenant la première biathlète à conserver son titre dans cette discipline. Ensuite, en fin de saison, elle gagne deux fois à Holmenkollen ce qui lui permet de finir à la sixième place au classement général de la Coupe du monde.

### Troisième titre olympique et fin de carrière
En 2015 et 2016, elle est absente du circuit mondial pour cause de grossesse et revient pour la saison 2016/2017. En décembre 2017, elle remporte la poursuite d'Hochfilzen et le sprint du Grand Bornand, où elle a une marge de plus de 30 secondes sur la deuxième. Début 2018, elle signe deux victoires à Oberhof et renforce son avance à la tête du classement général de la Coupe du monde.
Le samedi 17 février 2018, Anastasia Kuzmina remporte le titre olympique de la mass start lors des Jeux olympiques de Pyeongchang, une troisième médaille d'or en trois Jeux consécutifs, qui s'ajoute à ses médailles d'argent de la poursuite et de l'individuel remportés en Corée. Elle remporte ses deux premiers globes de cristal, les « petits » du sprint et de la poursuite, avec cinq victoires dans l'hiver : trois en sprint, deux en poursuite. Elle est en tête du classement général de la Coupe du monde devant Kaisa Mäkäräinen quand elle arrive dans sa ville natale, Tioumen où se déroulent les trois dernières épreuves de la saison. Et tout se dénoue dans l'ultime course, la mass-start disputée le 25 mars 2018 où elle se classe à la 11e place, alors que Mäkäräinen termine 6e et enlève le gros globe de cristal pour trois points (822 à 819).
Repartie pour disputer la saison 2018-2019, Anastasia Kuzmina remporte la 14e victoire de sa carrière à l'arrivée de la mass-start de Nové Město, dernière course de l'année 2018 disputée le 23 décembre, avec deux erreurs au tir mais le meilleur temps à ski, devant Paulína Fialková à 12 secondes et Anaïs Chevalier à 13 secondes. Elle s'impose le 17 janvier dans le sprint de Ruhpolding (la 15e victoire de sa carrière) avec un 10 sur 10 au tir et le meilleur temps à ski, qui lui permet de devancer Lisa Vittozzi de 8 secondes et Hanna Öberg de 10 secondes, toutes deux sans-faute comme elle.
Pour ses septièmes et derniers championnats du monde, et alors qu'elle n'a encore jamais remporté de titre, Anastasia Kuzmina s'impose à 34 ans dans le sprint des Mondiaux 2019, le 8 mars à Östersund, avec une erreur au tir et un meilleur temps à ski que Ingrid Landmark Tandrevold et Laura Dahlmeier qui l'accompagnent sur le podium avec un zéro faute. Elle remporte sa dix-septième victoire en Coupe du monde le 21 mars dans le stade d'Holmenkollen à Oslo, à l'arrivée du sprint, avec une erreur au tir et le meilleur temps à ski qui lui permet de devancer Franziska Preuß de 21 secondes et Paulína Fialková 25 secondes, toutes deux sans-faute, comme Célia Aymonier qui termine quatrième. Cette victoire lui permet de s'attribuer le petit globe de la spécialité, le troisième de sa carrière. Interrogée à l'arrivée, Anastasia Kuzmina confirme qu'il s'agissait de son dernier sprint et qu'elle prend sa retraite sportive à la fin de cette ultime étape de la Coupe du monde 2018-2019. Elle se fait à nouveau plaisir 48 heures plus tard en gagnant la dernière poursuite de la saison  avec un 20 sur 20 et une avance colossale à l'arrivée, 1 min 42 s sur Denise Herrmann et 2 min 01 s sur Hanna Öberg, pour la dix-huitième victoire de sa carrière. Elle termine 10e de la dernière course de sa carrière, la mass-start disputée le 24 mars, et se classe 3e du général de la Coupe du monde.

### Participation aux Championnats d'Europe et du monde 2024
En 2023, Anastasia Kuzmina annonce sa volonté de reprendre la compétition. Après différents stages d'entraînement en Suisse, en Autriche et en Italie, elle fait partie de la sélection slovaque pour les championnats d'Europe 2024 disputés dans son pays, à Brezno-Osrblie. Dans la foulée, elle est sélectionnée pour les championnats du monde qui se déroulent en Tchéquie à Nove Mesto en février, faisant ainsi son retour sur le circuit de l'élite mondiale.

## Palmarès

### Jeux olympiques d'hiver
| Édition / Épreuve | Individuel                         | Sprint                         | Poursuite                          | Mass start                     | Relais | Relais mixte                     |
| ----------------- | ---------------------------------- | ------------------------------ | ---------------------------------- | ------------------------------ | ------ | -------------------------------- |
| Vancouver 2010    | 38e                                | Médaille d'or, Jeux olympiques | Médaille d'argent, Jeux olympiques | 7e                             | 12e    | Épreuve inexistante à cette date |
| Sotchi 2014       | 27e                                | Médaille d'or, Jeux olympiques | 6e                                 | 26e                            | —      | 5e                               |
| Pyeongchang 2018  | Médaille d'argent, Jeux olympiques | 13e                            | Médaille d'argent, Jeux olympiques | Médaille d'or, Jeux olympiques | 5e     | 20e                              |

Légende :
- : première place, médaille d'or
- : deuxième place, médaille d'argent
- : pas d'épreuve
- — : Non disputée par Kuzmina

### Championnats du monde
| Édition / Épreuve    | Individuel        | Sprint                    | Poursuite         | Mass start               | Relais            | Relais mixte | Relais mixte simple              |
| -------------------- | ----------------- | ------------------------- | ----------------- | ------------------------ | ----------------- | ------------ | -------------------------------- |
| Pyeongchang 2009     | 29e               | 7e                        | 17e               | Médaille d'argent, monde | 13e               | 10e          | Épreuve inexistante à cette date |
| Khanty-Mansiïsk 2010 | J.O. de Vancouver | J.O. de Vancouver         | J.O. de Vancouver | J.O. de Vancouver        | J.O. de Vancouver | 14e          | Épreuve inexistante à cette date |
| Khanty-Mansiïsk 2011 | 9e                | Médaille de bronze, monde | 6e                | 9e                       | 7e                | 12e          | Épreuve inexistante à cette date |
| Ruhpolding 2012      | 10e               | 10e                       | 19e               | 8e                       | 8e                | 7e           | Épreuve inexistante à cette date |
| Nové Město 2013      | 4e                | 17e                       | 14e               | 15e                      | 8e                | 7e           | Épreuve inexistante à cette date |
| Hochfilzen 2017      | —                 | 8e                        | 13e               | 22e                      | 8e                | —            | Épreuve inexistante à cette date |
| Östersund 2019       | 58e               | Médaille d'or, monde      | 6e                | 28e                      | 6e                | —            | —                                |
| Nové Město 2024      | —                 | 61e                       | —                 | —                        | 20e               | 16e          | —                                |
| Lenzerheide 2025     | 52e               | 33e                       | 32e               | —                        | 6e                | 12e          | —                                |

Légende :
- : première place, médaille d'or
- : deuxième place, médaille d'argent
- : troisième place, médaille de bronze
- — : non disputée par Kuzmina
- : pas d'épreuve

### Coupe du monde
- Meilleur classement général : 2e en 2018.
  - Vainqueur du classement du sprint en 2018 et 2019.
  - Vainqueur du classement du poursuite en 2018.
- 38 podiums individuels : 18 victoires (dont trois médailles d'or olympiques et un titre mondial), 15 deuxièmes places (dont trois médailles d'argent olympiques et une médaille d'argent aux championnats du monde) et 5 troisièmes places (dont une médaille de bronze aux jeux olympiques)[14].
- 1 podium en relais mixte : 1 troisième place.

#### Classements en Coupe du monde par saison
| Saison    | Classement général final | Individuel | Sprint | Poursuite | Mass start |
| 2005-2006 | nc                       |            | nc     | nc        |            |
| 2006-2007 | 61e                      | 36e        | nc     | nc        |            |
|           |                          |            |        |           |            |
| 2008-2009 | 30e                      | 30e        | 36e    | 40e       | 13e        |
| 2009-2010 | 19e                      | 17e        | 25e    | 14e       | 15e        |
| 2010-2011 | 9e                       | 22e        | 5e     | 10e       | 14e        |
| 2011-2012 | 10e                      | 8e         | 7e     | 12e       | 6e         |
| 2012-2013 | 7e                       | 5e         | 9e     | 11e       | 9e         |
| 2013-2014 | 6e                       | 3e         | 12e    | 9e        | 2e         |
|           |                          |            |        |           |            |
| 2016-2017 | 40e                      |            | 29e    | 41e       | 42e        |
| 2017-2018 | 2e                       | 22e        | 1re    | 1re       | 6e         |
| 2018-2019 | 3e                       | 18e        | 1re    | 3e        | 10e        |
|           |                          |            |        |           |            |
| 2023-2024 | nc                       |            | nc     |           |            |

#### Victoires
| Saison / Épreuve | Individuel | Sprint                                          | Poursuite          | Mass start         | Total |
| 2009-2010        |            | Vancouver (J.O.)                                |                    |                    | 1     |
| 2010-2011        |            | Hochfilzen                                      | Holmenkollen       |                    | 2     |
| 2012-2013        |            | Antholz-Anterselva                              |                    |                    | 1     |
| 2013-2014        |            | Sotchi (J.O.)                                   | Holmenkollen       | Holmenkollen       | 3     |
| 2017-2018        |            | Le Grand-Bornand Oberhof Holmenkollen           | Hochfilzen Oberhof | Pyeongchang (J.O.) | 6     |
| 2018-2019        |            | Ruhpolding Östersund (Ch du monde) Holmenkollen | Holmenkollen       | Nové Město         | 5     |
| Total            | 0          | 10                                              | 5                  | 3                  | 18    |

### Championnats d'Europe
- Médaille d'or du sprint et de la poursuite en 2009.

### Championnats du monde junior
- Médaille d'or du relais en 2005.
- Médaille d'or du relais en 2004.
- Médaille de bronze du sprint en 2005.

### Championnats d'Europe junior
- Médaille d'or du relais en 2004.
- Médaille de la poursuite en 2005.
- Médaille de la poursuite en 2004.
- Médaille d'argent du sprint en 2005.

### Championnats du monde de biathlon d'été
- Médaille de bronze du relais mixte en 2009 et 2011.

## Honneurs
- (22010) Kuzmina, astéroïde nommé en son nom.